# Huaxia

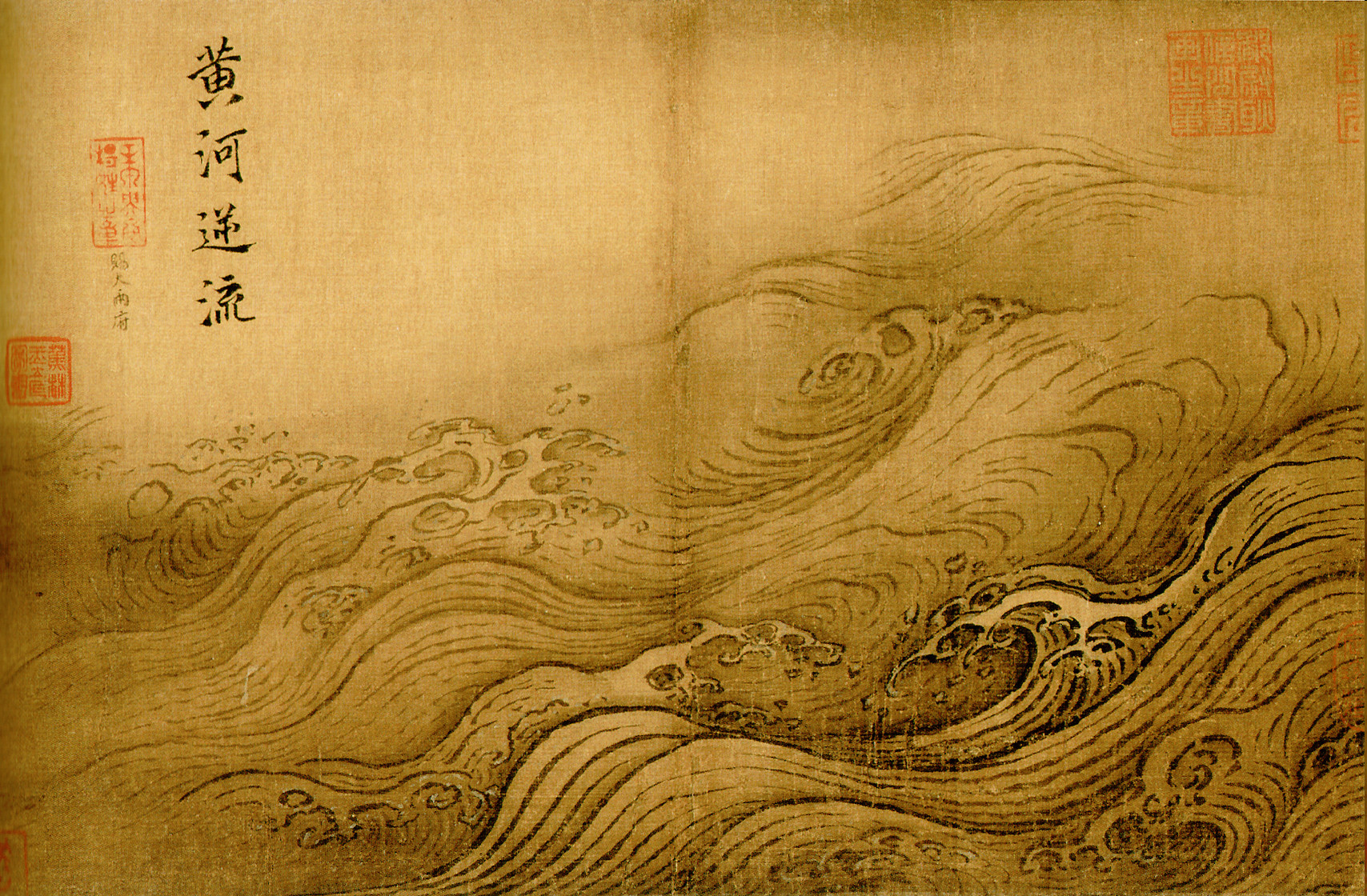
Il fiume Giallo rompe il suo corso, dipinto di Ma Yuan

Huaxia è un concetto storico che rappresenta la nazione cinese e deriva dall'autocoscienza di una comune ascendenza culturale da parte delle varie confederazioni di antenati etnici pre-Qin del popolo Han.

## Etimologia
La prima attestazione autentica esistente del concetto Huáxià華夏 è nella narrativa storica e nel commento Zuo zhuan (terminato intorno al 300 a.C.). Nel Zuo zhuan, Huaxia si riferisce agli stati centrali (中國Zhōngguó) nella valle del fiume Giallo, abitata dal popolo Huaxia, etnicamente equivalente al cinese Han nei discorsi pre-imperiali.
Secondo il "vero significato di Chunqiu Zuo zhuan " del confucianista Kong Yingda, xià (夏) "grande" significava la "grandezza" (大) nelle etichette cerimoniali degli stati centrali, mentre huá (華) "fiore"  era usato in riferimento alla "bellezza" (美) negli abiti che indossavano gli abitanti di quegli stati.

## Storia

### Origine
Lo storico Han Sima Qian afferma che Xia era il nome dello stato infeudato al leggendario re Yu il Grande, e Yu usò il suo nome come cognome. Nella storiografia moderna, Huaxia si riferisce a una confederazione di tribù, che vivevano lungo il fiume Giallo, che erano gli antenati di quello che in seguito divenne il gruppo etnico Han in Cina. Durante il periodo degli Stati Combattenti (475–221 a.C.), l'autocoscienza dell'identità Huaxia si sviluppò e prese piede nell'antica Cina. Inizialmente, Huaxia definiva principalmente una società civile che era distinta e si opponeva a ciò che era percepito come i popoli barbari che li circondavano. L'identità Huaxia nacque nel periodo Zhou orientale come reazione al crescente conflitto con i popoli Rong e Di che emigrarono nelle terre di Zhou e estinsero alcuni stati di Zhou.

### Uso moderno
Sebbene siano ancora usati insieme, i caratteri cinesi per hua e xia sono usati anche separatamente come autonimi.
I nomi cinesi ufficiali sia della Repubblica popolare cinese (RPC) che della Repubblica cinese (ROC) usano il termine Huaxia in combinazione con il termine Zhongguo (中國, 中国, tradotto come "Regno di Mezzo"), cioè Zhonghua (中華, 中华). Il nome ufficiale cinese della RPC è Zhonghua Renmin Gongheguo (中华人民共和国), mentre quello della Repubblica Cinese è Zhonghua Minguo (中華民國). Il termine Zhongguo è limitato dalla sua associazione a uno stato, mentre Zhonghua riguarda principalmente la cultura. Quest'ultimo viene utilizzato come parte del termine nazionalista Zhōnghuá Mínzú, che è una nazionalità tutta cinese nel senso di identità nazionale multietnica.
Il termine Huaren (華人) per una persona cinese è un'abbreviazione di Huaxia con ren (人, persona). Huaren in generale è usato per le persone di etnia cinese, in contrasto con Zhongguoren (中國人) che di solito (ma non sempre) si riferisce a cittadini cinesi. Sebbene alcuni possano usare Zhongguoren per riferirsi all'etnia cinese, tale uso non è comune a Taiwan. Nelle comunità cinesi d'oltremare in paesi come Singapore e Malesia, viene utilizzato Huaren o Huaqiao (cinese d'oltremare) poiché anche loro non sono cittadini cinesi.